# Diplazium fructuosum
Diplazium fructuosum är en majbräkenväxtart som beskrevs av Edwin Bingham Copeland.
Diplazium fructuosum ingår i släktet Diplazium och familjen Athyriaceae. Inga underarter finns listade i Catalogue of Life.